# Diócesis de Kontagora
La diócesis de Kontagora (en latín: Dioecesis Kontagorana y en inglés: Roman Catholic Diocese of Kontagora) es una circunscripción eclesiástica de la Iglesia católica en Nigeria. Se trata de una diócesis latina, sufragánea de la arquidiócesis de Kaduna. Desde el 2 de febrero de 2012 su obispo es Bulus Dauwa Yohanna.

## Territorio y organización
La diócesis tiene 46 000 km² y extiende su jurisdicción sobre los fieles católicos de rito latino residentes en parte de los estados de Níger, Zamfara y Kebbi.
La sede de la diócesis se encuentra en la ciudad de Kontagora, en donde se halla la Catedral de San Miguel.
En 2021 en la diócesis existían 20 parroquias.

## Historia
La prefectura apostólica de Kontagora fue erigida el 15 de diciembre de 1995 con la bula Constat in finibus del papa Juan Pablo II, obteniendo el territorio de las diócesis de Ilorin, Minna y Sokoto.
El 21 de mayo de 2002 la prefectura apostólica fue elevada a vicariato apostólico. Esta elevación fue acompañada de una exposición de los principales motivos: «el aumento del número de católicos; la apertura de una parte de la población al Evangelio; la influencia negativa y agresiva de las sectas; la expansión del islam; estímulo para la comunidad católica y el personal apostólico".
El 2 de abril de 2020 el vicariato apostólico fue elevado a diócesis con la bula Bonae Notitiae del papa Francisco.

## Estadísticas
Según el Anuario Pontificio 2022 la diócesis tenía a fines de 2021 un total de 75 364 fieles bautizados.
| Año                                                                             | Población            | Población | Población      | Sacerdotes | Sacerdotes    | Sacerdotes    | Bautizados por sacerdote | Diáconos permanentes | Religiosos | Religiosos | Parroquias |
| Año                                                                             | Bautizados católicos | Total     | % de católicos | Total      | Clero secular | Clero regular | Bautizados por sacerdote | Diáconos permanentes | Varones    | Mujeres    | Parroquias |
| ------------------------------------------------------------------------------- | -------------------- | --------- | -------------- | ---------- | ------------- | ------------- | ------------------------ | -------------------- | ---------- | ---------- | ---------- |
| 1999                                                                            | 32 050               | 1 699 000 | 1.9            | 14         | 3             | 11            | 2289                     |                      | 11         | 17         | 7          |
| 2000                                                                            | 13 210               | 397 000   | 3.3            | 15         | 4             | 11            | 880                      |                      | 11         | 17         | 7          |
| 2001                                                                            | 17 960               | 1 230 000 | 1.5            | 18         | 5             | 13            | 997                      |                      | 13         | 21         | 7          |
| 2002                                                                            | 23 430               | 1 300 000 | 1.8            | 20         | 5             | 15            | 1171                     |                      | 15         | 22         | 10         |
| 2003                                                                            | 24 402               | 1 300 000 | 1.9            | 18         | 4             | 14            | 1355                     |                      | 14         | 23         | 11         |
| 2004                                                                            | 25 595               | 1 300 000 | 2.0            | 20         | 5             | 15            | 1279                     |                      | 15         | 20         | 12         |
| 2010                                                                            | 32 934               | 1 534 000 | 2.1            | 35         | 23            | 12            | 940                      |                      | 12         | 18         | 12         |
| 2014                                                                            | 46 499               | 2 023 874 | 2.3            | 24         | 16            | 8             | 1937                     |                      | 8          | 30         | 14         |
| 2017                                                                            | 57 817               | 2 198 817 | 2.6            | 31         | 21            | 10            | 1865                     |                      | 10         | 29         | 17         |
| 2020                                                                            | 70 668               | 2 620 688 | 2.7            | 35         | 26            | 9             | 2019                     |                      | 9          | 30         | 20         |
| 2021                                                                            | 75 364               | 2 675 364 | 2.8            | 36         | 27            | 9             | 2093                     |                      | 9          | 31         | 20         |
| Fuente: Catholic-Hierarchy, que a su vez toma los datos del Anuario Pontificio. |                      |           |                |            |               |               |                          |                      |            |            |            |

## Episcopologio
- Timothy Joseph Carroll, S.M.A. (15 de diciembre de 1995-30 de abril de 2010 renunció)[nota 2]
- Bulus Dauwa Yohanna, desde el 2 de febrero de 2012